# Esthamnsudden
Esthamnsudden är en udde i Finland. Den ligger på Emsalö, Borgå i landskapet Nyland, i den södra delen av landet, 40 km öster om huvudstaden Helsingfors.
Terrängen inåt land är mycket platt. Havet är nära Esthamnsudden åt sydväst.  Närmaste större samhälle är Borgå, 18,9 km norr om Esthamnsudden. 